# Mausoleo romano di Fabara

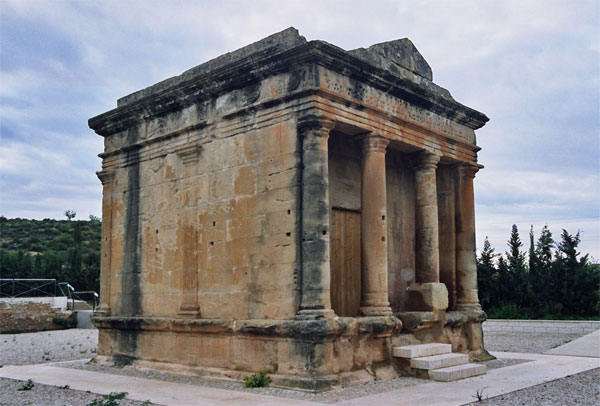
Il mausoleo romano di Fabara

Il mausoleo romano di Fabara o mausoleo di Lucio Emilio Lupo è una tomba romana risalente alla fine II secolo a.C. che si trova presso il fiume Matarranya nelle vicinanze di Fabara nella provincia di Saragozza in Spagna.
È considerato come il monumento di questo genere meglio conservato di tutta la penisola iberica. La tomba è localizzata in un'area dove è presente un'alta densita di ritrovamenti di epoca romana tra cui delle ville.
L'esistenza di questo sito venne dimenticata fino al 1874 quando venne ufficialmente catalogato dalla Real Academia de la Historia. Nel 1931 fu dichiarato Bien de Interés Cultural e divenne di proprietà dello stato nel 1942.

## Galleria d'immagini

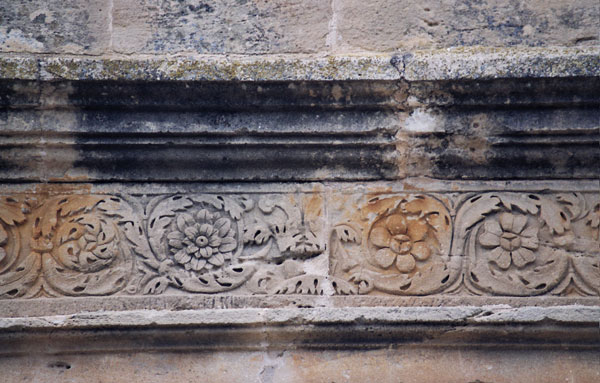
Decorazioni
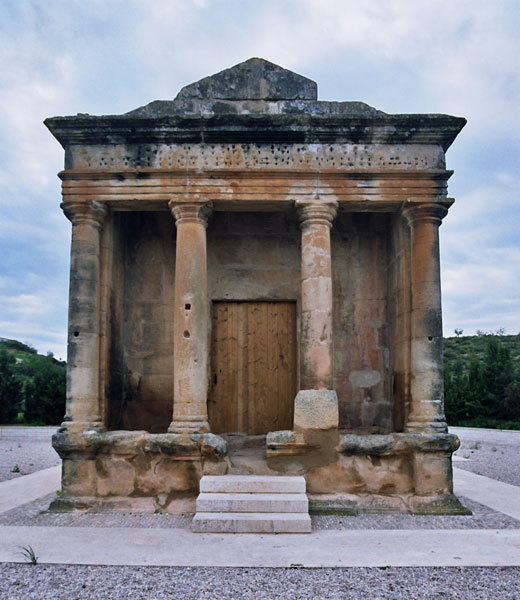
Facciata principale
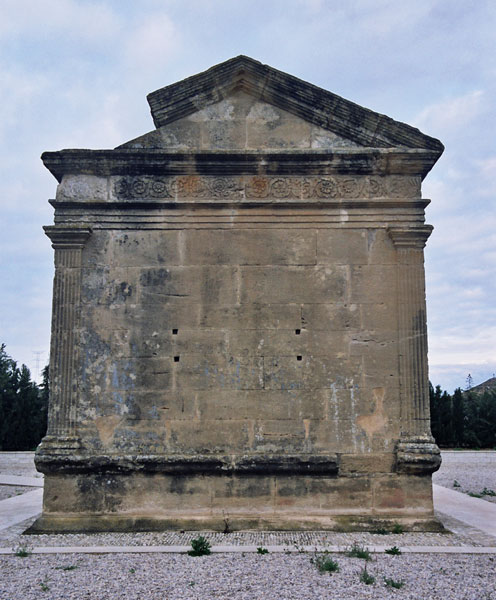
Facciata posteriore
Mappa del mausoleo